# 源為義
源 為義（みなもと の ためよし）は、平安時代末期の武将。一般的には祖父が源義家、父が源義親とされるが、義家を父とする説もある（後記）。叔父（義家を父とした場合は兄）の源義忠暗殺後に河内源氏の棟梁と称す。通称は六条判官、陸奥四郎。源頼朝・源義経・源範頼・源義仲らの祖父。
当初は白河法皇・鳥羽上皇に伺候するが度重なる不祥事で信任を失い、検非違使を辞任する。その後、摂関家の藤原忠実・頼長父子に接近することで勢力の回復を図り、従五位下左衛門大尉となって検非違使への復帰を果たすが、八男の源為朝の乱行により解官となる。保元の乱において崇徳上皇方の主力として戦うが敗北し、後白河天皇方についた長男の源義朝の手で処刑された。

## 生涯

### 生い立ち
永長元年（1096年）に誕生。室町時代に編纂された『尊卑分脈』の記載から源義親の四男とする見解が一般的であるが、佐々木紀一は『尊卑分脈』成立以前の中世系図や藤原忠実の日記『殿暦』の文言などから、為義は義家の四男であったとする説を提唱している。また、藤原頼長の日記『台記』康治元年8月3日条などの記述も為義を義家の実子と判断する根拠になるとされている。一方で、義家の子だったとすれば、なぜ『尊卑分脈』がことさらに謀反人となった義親の四男としたのか説明がつかないと疑問を呈する見方もある。
『尊卑分脈』の為義傍注によれば、父の義親が西国で乱行を起こしたため、祖父・源義家は四男・義忠を継嗣に定めると同時に、孫の為義を次代の嫡子にするよう命じたという。この記述に従えば、幼少の為義は叔父の義忠や祖父の義家と共に京にいたと思われる。
嘉承元年（1106年）に義家が死去すると義忠が家督を継ぐが、天仁2年（1109年）に暗殺された（源義忠暗殺事件）。義忠の叔父・源義綱一族が嫌疑を受けて追討の対象になると、為義は美濃源氏の源光国と共に追討使に起用され、義綱を捕縛して京へ凱旋した。この功により、為義は14歳で左衛門少尉に任じられた。
初期の為義は院との関係が深く、摂関家と懇意だった様子はない。『愚管抄』には白河法皇が「光信、為義、保清の三人を検非違使に任じ、即位したばかりの鳥羽天皇を警護させた」とあり、永久の強訴や保安4年（1123年）の延暦寺の強訴では平忠盛と並んで防御に動員されるなど、院を守護する武力として期待されていたことが分かる。為義の最初の妻も白河院近臣・藤原忠清の娘で、長男の義朝を産んでいる。保安5年（1124年）頃には検非違使に任じられた。しかし、同い年で任官もほぼ同時だった忠盛が受領を歴任したのに対して、為義は一介の検非違使のまま長く留め置かれ、官位は低迷することになる。

### 狼藉と処罰
為義が昇進できなかった最大の原因は、本人と郎党による相次ぐ狼藉行為だった。以下に記録に残る事例を列記する。
- 永久2年（1114年）
  - 5月、源行遠の郎党を殺害した犯人を匿う[8]。
  - 5月、尊勝寺領信濃荘の年貢強奪事件で、源光国が犯人を捕らえて押収物を検非違使庁の源重時に引き渡すが、重時の郎党・公正がその多くを奪って逃走する。為義は公正を匿い、検非違使庁の再三の督促を無視[9]。
  - 8月、九条太政大臣（藤原信長）の後家が、下野国の家領を管理する為義郎党の追却を訴える[10]。
  - 8月、国衙領の雑物を押し取ったとして、上野国司が為義郎党の家綱を検非違使庁に告発。為義は自分の郎党ではないと主張して、叔父の源義国と争論に及ぶ[11]。
- 大治4年（1129年）
  - 正月、殺人を犯した源光信の郎党が赦免された際に、奪い取って自らの郎党にしようと図り、光信と合戦寸前になる[12]。
  - 11月、興福寺衆徒による仏師長円暴行事件で、犯人追捕のため他の検非違使と共に南都（奈良）に派遣されるが、逆に首謀者の悪僧・信実を匿って鳥羽上皇から勘当される[13]。
- 大治5年（1130年）5月、延暦寺の悪僧追捕の際、郎党が誤って前紀伊守・藤原季輔（鳥羽上皇の生母・藤原苡子の甥）に暴行を加えたことで、検非違使別当・三条実行により勘事に処される。源師時は「為義の作法、児戯の如し」と評す[14]。
- 長承2年（1133年）9月、為義の郎党が丹波国に赴いて多くの人々を殺害[15]。

為義本人については犯罪者の隠匿、他の同僚との軋轢、郎党については粗暴な振る舞いが目に付く。保延元年（1135年）4月、西海の海賊追討に際して忠盛と共に候補に挙がるが、鳥羽上皇は「為義を遣わさば、路次の国々自ずから滅亡か」として強く反対した。為義郎党による追討に名を借りた略奪行為を懸念したと見られる。
保延2年（1136年）、為義は左衛門少尉を辞任する。これまでの経緯を見ると、実質的には解官に近かったと推測される。保延5年（1139年）、無官となった為義は高野山改革派で鳥羽上皇の尊崇を受けていた覚鑁に名簿を提出し、院の不快を蒙ったことを語り、伺候と任官のための祈祷を嘆願している。
この頃、長男の義朝は東国に下向していたため、次男の源義賢が後継者の地位にあった。義賢は保延5年（1139年）に体仁親王（後の近衛天皇）が立太子すると東宮帯刀先生に任じられるが、翌保延6年（1140年）には殺人犯に協力するという失策を犯して罷免された。

### 摂関家への接近
院の信任を失った為義は、事態打開のため摂関家への接近を図る。康治元年（1142年）8月、興福寺の悪僧15名が奥州に配流された。これは摂関家の大殿・藤原忠実の意向で、権上座・信実に寺務を統括させるために反信実派の粛清を断行したものであるが、為義は忠実の命を受けて悪僧を捕縛して連行した。これ以降、為義は忠実・頼長父子の警護、摂関家家人の統制、摂関家領荘園の管理など、摂関家の家政警察権を行使する役割を担うようになる。
康治2年（1143年）、為義は藤原頼長にも臣従し、次男・源義賢も能登国にある頼長領荘園の預所となった。為義の奉仕に対して藤原忠実は「天下の固めであり受領になる資格がある」と高く評価した。久安2年（1146年）正月、為義は10年ぶりに還任して、当時としては異例の左衛門大尉となり検非違使への復帰を果たした。
鳥羽法皇の勘気も解けたらしく、久安3年（1147年）の祇園闘乱事件では院の命令で強訴防御に出動している。

### 義朝との対立
為義が復帰を果たしたのと時を同じくして、東国から義朝が戻ってきた。義朝は妻の実家の熱田大宮司家を通じて鳥羽法皇に接近し、摂関家と結ぶ為義と競合・対立していくことになる。
摂関家では藤原多子・藤原呈子の入内競争により藤原忠実・頼長父子と忠実長男・藤原忠通の対立が頂点に達し、久安6年（1150年）9月、激怒した忠実は忠通を義絶し、藤氏長者の地位を剥奪して頼長に与えた。この時、為義は忠実の命により四男の源頼賢と共に摂関家の正邸・東三条殿と宝物の朱器台盤を接収している。頼賢は久安5年（1149年）に左衛門少尉に任じられ、不祥事を起こした義賢に代わって後継者の地位にあった。
為義が仁平2年（1152年）に検非違使別当・徳大寺公能の訴えで恐懼に処されるなど失態を繰り返すのを尻目に、義朝は仁平3年（1153年）に下野守に任じられ、父を抜いて受領となった。為義は義朝の勢力基盤を切り崩すため、能登の荘園の預所を年貢未納で改易されていた義賢を上野国多胡荘に下向させた。京では頼賢の捕らえた犯人を源義康（妻は熱田大宮司家の出身）が奪い取って合戦寸前になるなど、河内源氏内部で為義派と義朝派の対立が深刻化していった。
久寿元年（1154年）になると、為義には次々に災難が降りかかった。11月、鎮西に派遣した八男・源為朝の乱行の責任を問われて解官された。翌久寿2年（1155年）には頼賢も春日社の訴えで解官された。『兵範記』保元元年7月10日条によれば、鳥羽法皇の勘責により一族がまとめて籠居させられたという。この時期、院周辺では美福門院・藤原忠通・信西らによって藤原忠実・頼長を追い落とす工作が進行しており、為義一族に対する圧迫もそれに連動したものだったと考えられる。東国に下向していた義賢も、大蔵合戦で義朝の子・源義平によって滅ぼされた。
保元元年（1156年）、保元の乱では、為義は頼賢、為朝ら一族を率いて崇徳上皇方につき、後白河天皇方の義朝、平清盛らと戦うが敗れる。敗戦後、東国へ落ち延びようとしたが、義朝のもとに降伏し、出家する。義朝は自らの戦功に代えて、為義と弟たちの助命に奔走するが許されず、一族の未来を義朝に託して7月30日に義朝の手で斬首された（場所は『兵範記』では船岡山、『保元物語』では七条朱雀）。享年61。
中央での栄達には縁がなかったが、経済的には河内国石川郡壷井（大阪府羽曳野市壷井）の河内源氏本拠地伝来の財産があり、義家の六条堀河第を受け継いで裕福だった。また子にも恵まれ、養子や猶子も多く存在した。為義の娘の一人・鳥居禅尼は熊野水軍の指導者・熊野新宮別当家の行範（19代別当）に嫁ぎ、範誉（那智執行）・行快（22代別当）・範命（23代別当）らを産んでいる。

## 河内源氏の棟梁に関して
義忠の死後、家督継承が為義、義朝、頼朝と継承されたとするのは、頼朝が征夷大将軍となり鎌倉幕府を開く前後あたりからのことであり、為義在世中は棟梁として存在していたかは定かではない。一部に義家が後継指名をしていたとする史料があるが、後世の作で当時の史料からは確認できない。また為義と同じく、長兄の源義信や、義忠の次男の源義高、義家の三男の源義国らも当時、河内源氏の勢力の一部を継承しており、義忠後継を自任していたことがわかっている。また、実際には河内源氏および清和源氏はそれぞれの系統が独自の道を歩み、為義の時点では各系統の上に立つ「嫡流」というものは存在しなかったという見解もある。
為義と同時期に勢力のあった河内源氏の一族
- 源義国 - 従五位下加賀介。義家の三男。新田氏・足利氏の祖。義重・義康の父
- 源義信 - 従四位下左兵衛佐。義親の長男
- 源経国 - 義忠の長男
- 源義高 - 従四位下左兵衛権佐。義忠の次男
- 源義光 - 従五位下刑部少輔。義家の三弟
- 源義時 - 左兵衛尉。義家の六男。河内源氏本拠地の石川荘を相続

また、為義が棟梁であったとしても、その後継者が義朝であったという事実も確認できる史料は無い。むしろ、保延5年（1139年）の体仁親王（後の近衛天皇）の立太子で弟の義賢が東宮帯刀に任じられていたにもかかわらず、息子である義朝は未だ無位無官のまま東国に下向しているのは、為義が義朝を廃嫡して義賢を後継者とした結果と考えられる。ところが、義賢は殺人事件への協力によって解官されたためにやむなく後継者から外さざるを得なくなった一方で、廃嫡された義朝は東国で勢力を伸ばして院勢力とも結びついて独自の勢力を築き始めた。これに危機感を覚えた為義は義賢も東国に下向させて秩父党や児玉党の協力を得て義朝と対抗しようとした。
その結果、義朝父子は大蔵合戦で義賢を、保元の乱で為義と新たな後継者となった頼賢を滅ぼして実力でその地位を奪い取ったのが実態であったとみられる。しかし、義朝が棟梁になった経緯とその地位が平治の乱までのわずか3年間であったことが、その後の治承の乱において義朝の後継者として鎌倉に拠点を置いた頼朝ではなく、義賢の後継者である義仲や今だ健在であった為義の実子である行家らを棟梁とみなす余地を残した。
治承の乱の過程において、諸源氏からなる京武者の統合に失敗した義仲・行家に対して、東国にて独自の勢力の確立に専念した頼朝が最終的に分裂していた河内源氏・清和源氏を軍事力をもって排除もしくは自己の統制下におくことで、名実ともに源氏の棟梁、「嫡流」の地位を確立させることになったと考えられている。

## 系譜
- 父：源義親または源義家
- 母：不詳
- 妻：白河院近臣藤原忠清娘
  - 長男：源義朝
- 妻：六条大夫重俊娘
  - 次男：源義賢
  - 三男：源義憲（義広）
- 妻：源基実娘
  - 四男：源頼賢
  - 五男：源頼仲
  - 六男：源為宗
- 妻：賀茂成宗娘
  - 七男：源為成
- 妻：江口の遊女
  - 八男：源為朝
  - 九男：源為仲
- 妻：不詳
  - 女子：鳥居禅尼 - 行範室
  - 十男：源行家
- 生母不明
  - 十四男：源維義?
  - 男子：源頼定?
  - 男子：源正親?
  - 男子：仙覚
  - 男子：乙若
  - 男子：亀若
  - 男子：鶴若
  - 男子：天王
  - 女子：美濃局
  - 女子：佐々木秀義室
  - 女子：藤原光隆室